# Aloeides taikosoma
Aloeides taikosoma är en fjärilsart som beskrevs av Hans Daniel Johan Wallengren 1857. Aloeides taikosoma ingår i släktet Aloeides och familjen juvelvingar. Inga underarter finns listade i Catalogue of Life.